# تومي رينولدز (منتج أفلام)
تومي رينولدز (بالإنجليزية: Tommy Reynolds)‏ هو قائد فرقة ‏ ومنتج أفلام أمريكي، ولد في 17 يناير 1917 في آكرون في الولايات المتحدة، وتوفي في 30 سبتمبر 1986 في نيويورك في الولايات المتحدة.

## وصلات خارجية
- تومي رينولدز على موقع IMDb (الإنجليزية)
- تومي رينولدز على موقع ميوزك برينز (الإنجليزية)